# پساجنگ

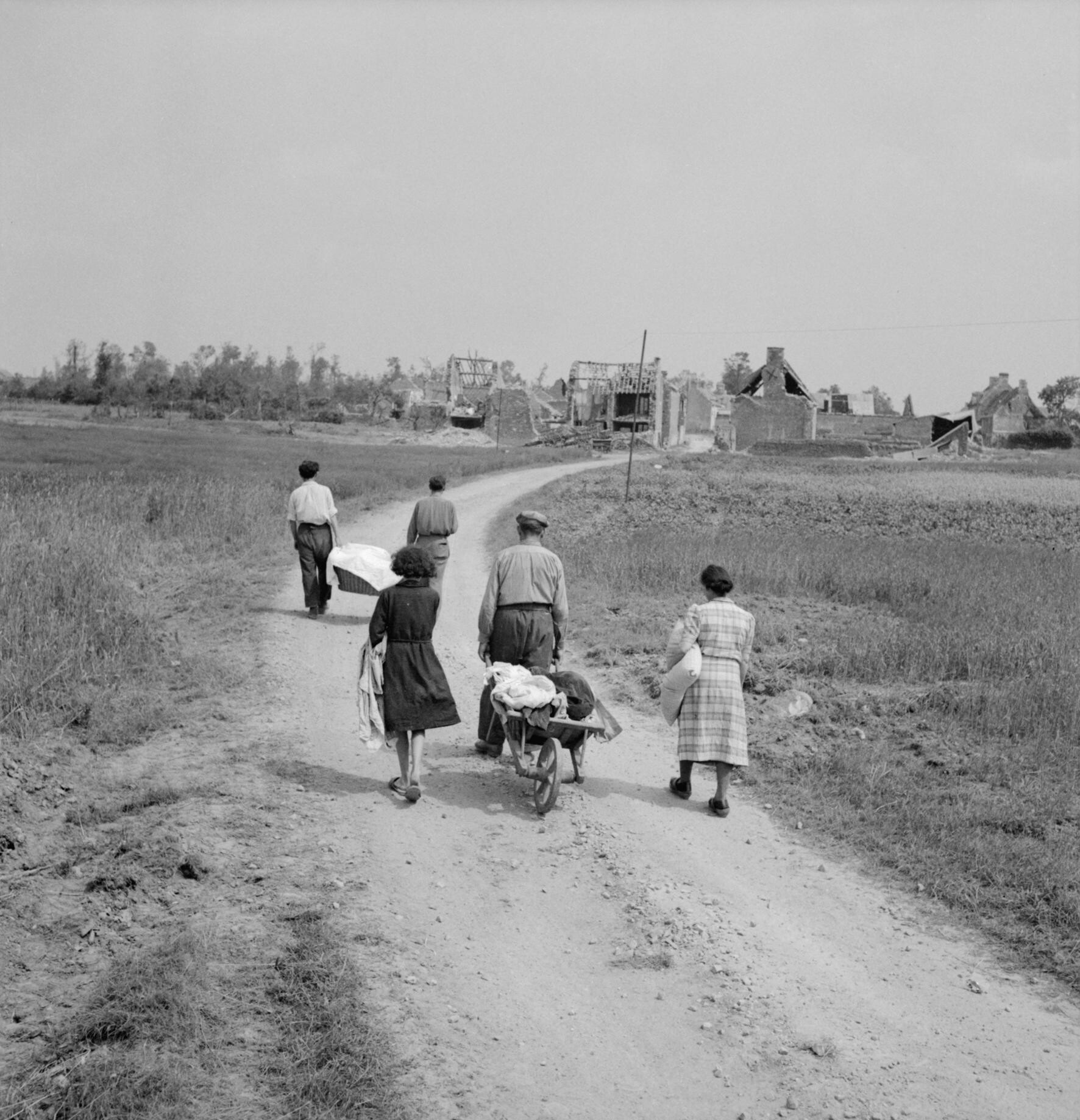
یک خانواده فرانسوی در حال بازگشت به روستای خود در منطقه کان.

پساجَنگ یا دوره پس از جنگ اشاره به دوره زمانی از تاریخ یک کشور، منطقه یا جهان دارد که بلافاصله بعد از پایان یک جنگ قرار دارد. پساجنگ می‌تواند تبدیل به یک دوره بین دو جنگ شود یا دوره میان دو جنگ باشد. در این حال، جنگ بین دو گروه در تاریخی بعد از این دوره مجدداً شروع خواهد شد. به عنوان مثال دوره بین جنگ جهانی اول و جنگ جهانی دوم یک دوره میان دو جنگ است. در مقابل، پساجنگ نشانه توقف درگیری‌ها به صورت کامل است.
در غرب اصطلاحاتی چون دوران پس از جنگ (post-war era) معمولاً به دوره زمانی پس از پایان جنگ جهانی دوم اطلاق می‌شود. هرچند بسیاری از کشورهای درگیر جنگ جهانی دوم، در سالهای پس از آن نیز تجربه درگیری در جنگهای دیگر هم داشته‌اند.
اصطلاح «پس از جنگ» می‌تواند معانی مختلف در کشورهای مختلف داشته باشد. در بریتانیا «پس از جنگ» اشاره به دوره‌ای دارد که از انتخاب از Clement Attlee در سال ۱۹۴۵ تا انتخاب مارگارت تاچر در سال ۱۹۷۹ ادامه داشته‌است. این دوره را اجماع جنگ سرد نام نهاده‌اند. همچنین این اصطلاح ممکن است اشاره به یک دوره کوتاه تا سال ۱۹۶۰ یا پس از مدت کوتاهی و مربوط به دهه ۱۹۵۰ باشد.